# Sanremo - 53º Festival della Canzone Italiana
Sanremo - 53º Festival della Canzone italiana è un album compilation pubblicato nel marzo 2003 dall'etichetta discografica Universal Records.

## Tracce
1. Alex Britti - 7000 caffè
2. Antonella Ruggiero - Di un amore
3. Eiffel 65 - Quelli che non hanno età
4. Bobby Solo e Little Tony - Non si cresce mai
5. Negrita - Tonight
6. Sergio Cammariere - Tutto quello che un uomo
7. Anna Tatangelo e Federico Stragà - Volere volare
8. Iva Zanicchi - Fossi un tango
9. Amedeo Minghi - Sarà una canzone
10. Verdiana - Chi sei non lo so
11. Filippo Merola - Mi sento libero
12. Manuela Zanier - Amami
13. Roberto Giglio - Cento cose
14. Allunati - Chiama di notte
15. Patrizia Laquidara - Lividi e fiori
16. Gianni Fiorellino - Bastava un niente
17. Jacqueline Ferry - Vicina e lontana